# Gil Bellows
Gil Bellows (Vancouver, Canadá, 28 de junio de 1967) es un actor canadiense de cine y televisión. 

## Biografía
Estudió actuación en la Academia de Artes Dramáticas de Estados Unidos en Los Ángeles, California.
Bellows es conocido por su primer papel como Tommy en 1994 en la película The Shawshank Redemption, además de actuar en la serie de televisión Ally McBeal.

## Filmografía
- The Shawshank Redemption (Cadena perpetua en España) (1994)
- Love and a .45 (1994)
- Snow White: A Tale of Terror (1997)
- Dinner at Fred’s (1997)
- Pursued (2004)
- Hunt To Kill (2010)
- House at the End of the Street (2012)
- Extraterrestrial (2014)
- Historias de miedo para contar en la oscuridad (2019)

## Series
- Ally McBeal 1997-2002

- Smallville: Charada | Capítulo 19 | Temporada 9 | 2011

Interpreta a Maxwell Lord en el capítulo.
- Smallville: Rehén | Capítulo 21 | Temporada 9 | 2011

Interpreta a Maxwell Lord en el capítulo.
- Mentes criminales: JJ | Capítulo 2 | Temporada 6 | 2010

Interpreta al padre de Kate Joyce
- Suits: JJ | Capítulo 3 | Temporada 9 | 2019

Interpreta al Dan Foley
- Datos: Q360313
- Multimedia: Gil Bellows / Q360313